# Szőlőskert
Szőlőskert (románul: Viilor) falu Romániában, Maros megyében.

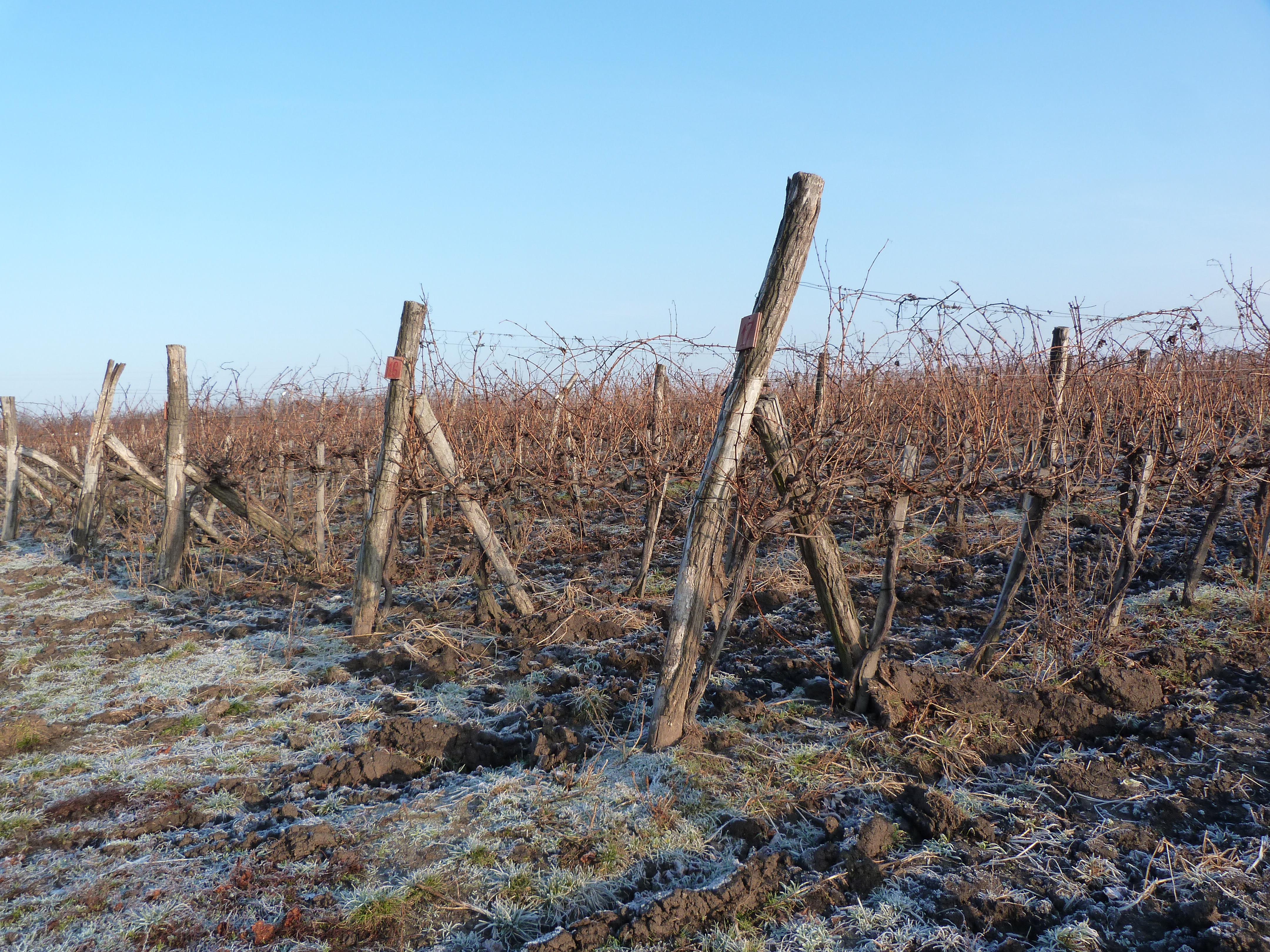
Szőlőskert

## Története
Segesvár város része. A trianoni békeszerződésig Nagy-Küküllő vármegye Segesvári járásához tartozott.

## Népessége
2002-ben 124 lakosa volt, ebből 82 román, 36 magyar.

## Vallások
A falu lakói közül 89-en ortodox, 17-en római katolikus és 14-en református hitűek.